# Bras (bier)
Bras is een Belgisch bier van hoge gisting.

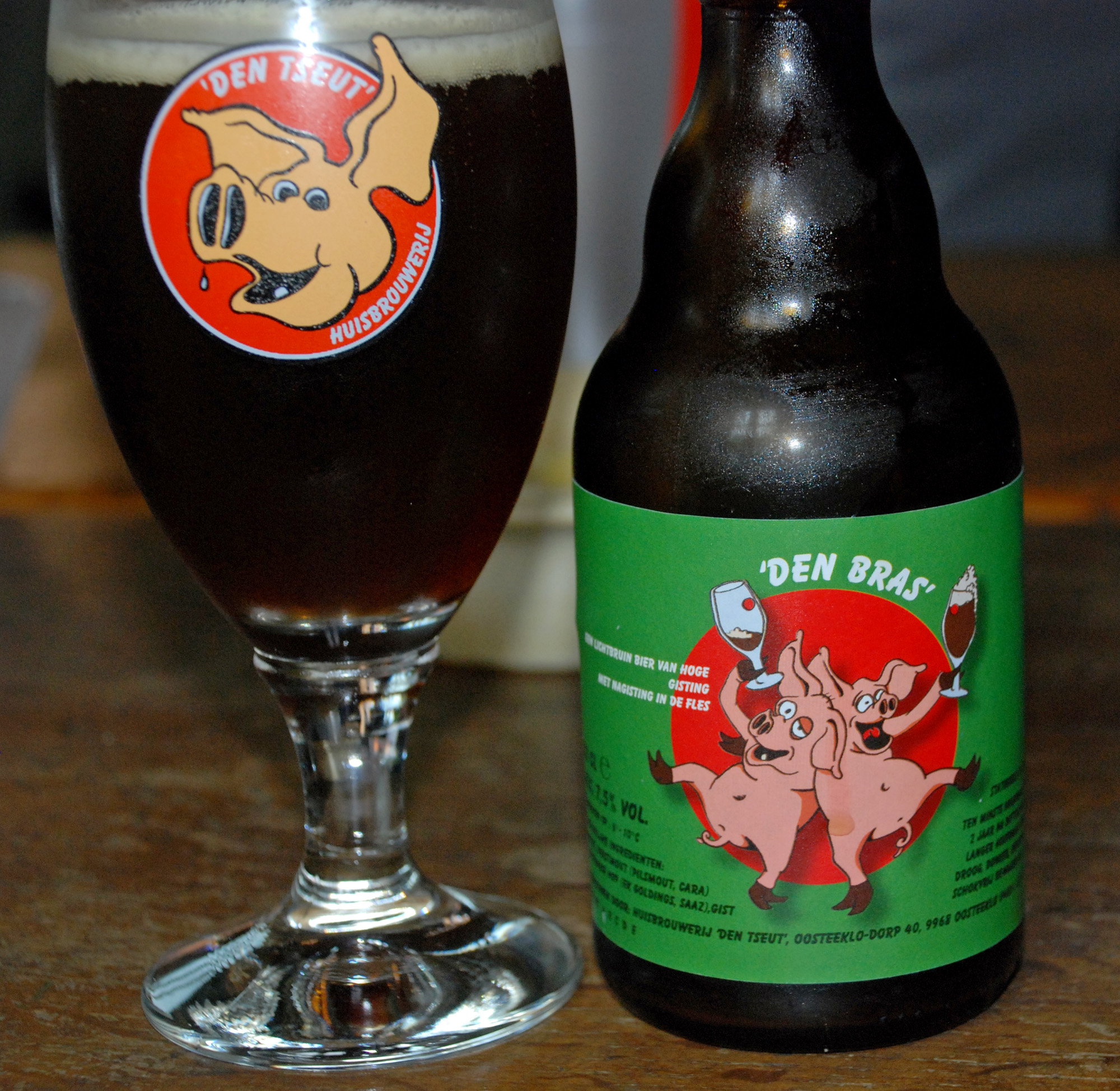
Oud etiket van "Den Bras"

Het bier wordt sinds 2008 gebrouwen in Huisbrouwerij Den Tseut te Oosteeklo onder de naam Den Bras.
Het was oorspronkelijk een donker amber bier met een alcoholpercentage van 7,5%. Vanaf juli 2012 werd het recept en de naam gewijzigd en werd het een bruin bier met een alcoholpercentage van 10%.
Den Mulder ·
Den Tseut ·
Den Bi3r ·
Bras ·
Den Krulsteirt ·
Den Drupneuze ·
Belle Cies ·
Hoppesnoet